# 墺露同盟 (1781年-1790年)
墺露同盟（おうろどうめい、英語: Austro-Russian alliance）は、1781年5月から6月の間に締結された、ハプスブルク帝国（オーストリア）とロシア帝国の間の条約。
ロシアはそれまでプロイセン王国と同盟を組んでいた（露普同盟）が、時間が経つとともに、ロシアの関心は南方のオスマン帝国へと移っていった（ギリシャ計画）。グリゴリー・ポチョムキンが推進したこの政策により、プロイセンの同盟国としての価値は減り、代わりにオーストリアの株が上がった。露普同盟は1777年に再度延長されたが、サンクトペテルブルクの宮廷ではニキータ・パーニンら親プロイセン派の影響力が目減りし、ポチョムキンなどの親オーストリア派が徐々に影響力を増していった。マリア・テレジアの死後、息子のヨーゼフ2世はロシアとの関係の改善を選び、1781年初に秘密交渉をはじめ、同年5月から6月頃には墺露同盟が成立するに至った。露普同盟は正式には1788年まで存続したが、墺露同盟が成立した以降はその重要性を失い、プロイセンがヨーロッパで孤立した。墺露同盟の最も重要な影響としては、1788年から1791年までの墺土戦争、および1787年から1792年までの露土戦争が挙げられる。
しかし、1790年にはロシアがオーストリアとプロイセンの間で紛争が起こった場合でも干渉しない旨をオーストリアに通告、同盟は崩壊した。